# 귀성 ~Never Forget~
〈귀성 ~Never Forget~〉(일본어: 帰省 〜Never Forget〜 키세이 네버 포겟[*]))은 일본의 여가수 나카모리 아키나(中森明菜)의 35번째 싱글로 1998년 2월 11일에 발매하였다. (8cmCD: GRDO-10) 작사는 스즈 야스히로(鈴康寛)와 atsuko가, 작곡은 스즈 야스히로가, 편곡은 센주 아키라(千住明)가 담당하였고 가우스 엔터테인먼트의 인디 레이블인 THIS ONE에서 출시되었다. B사이드 곡은 〈달은 푸르게〉(月は青く 츠키와아오쿠[*])로 작사는 오카베 마리코(岡部真理子)가, 작곡은 노다 사토시(野田敏一)가, 편곡은 다마키 신고(玉置伸吾)가 도맡았다.
그녀가 1998년 가우스 엔터테인먼트로 레코드 레이블을 이적하고 발매한 첫 싱글이다. 이 곡은 또한 1월 12일부터 니혼 테레비에서 방영하기 시작한 나카모리 주연의 미니시리즈 《차가운 달》(冷たい月)의 주제가로 쓰이기도 했다. 이전에도 나카모리는 《솔직한 그대로》 등 드라마에 출연하였으나, 자신이 출연한 드라마의 주제곡을 부르는 것은 이번이 처음이었다. 나카모리는 이 곡에 대해 낮은 키와 높은 키의 폭이 크고 감정을 절제한 창법으로 불렀다고 설명하며, 특히 후렴의 높은 키 부분을 잘못 부르면 목소리가 얇아져 자칫 귀엽게 들려 곡조에 맞지 않을 수 있기 때문에 부르기 상당히 어려웠다고 코멘트를 남겼다. 1998년 2월 23일, 오리콘 주간 싱글 차트 19위로 처음 등장하여 차트 톱100을 총 8주간 지켰다.
1999년에 발매된 《will》에는 리믹스 버전이 수록되었고, 2007년 3월에 발매한 《발라드 베스트 ~25th Anniversary Selection》에서는 새로 녹음하여 발매하였다.

## 수록곡
| #            | 제목                                                              | 작사                  | 작곡          | 편곡         | 재생 시간 |
| ------------ | ----------------------------------------------------------------- | --------------------- | ------------- | ------------ | --------- |
| 1.           | 〈〈귀성 ~Never Forget~〉(帰省 〜Never Forget〜)〉                | 스즈 야스히로, atsuko | 스즈 야스히로 | 센주 아키라  | 5:45      |
| 2.           | 〈〈달은 푸르게〉(月は青く (`98 RE-MASTERED VERSION))〉           | 오카베 마리코         | 노바 사토시   | 다마키 신고  | 5:08      |
| 3.           | 〈〈귀성 ~Never Forget~〉(帰省 〜Never Forget〜 (Instrumental))〉 |                       |               |              | 5:45      |
| 총 재생 시간 | 총 재생 시간                                                      | 총 재생 시간          | 총 재생 시간  | 총 재생 시간 | 16:38     |